# Province de Concepción (Pérou)
Pour les articles homonymes, voir Concepción.
La province de Concepción (en espagnol : Provincia de Concepción) est l'une des huit  provinces de la région de Junín, dans le centre du Pérou. Son chef-lieu est la ville de Concepción. Elle dépend de l'archidiocèse de Huancayo.

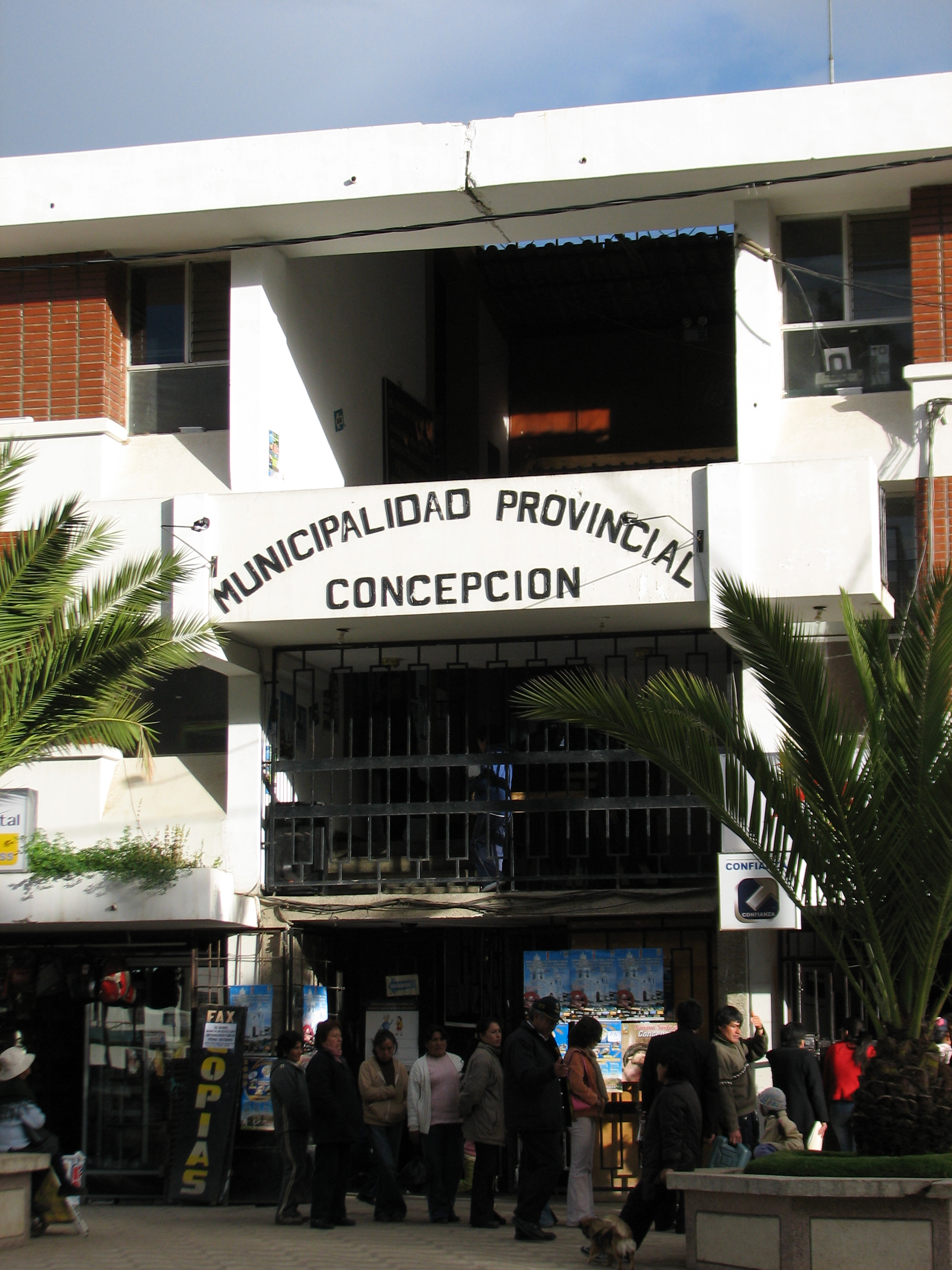

## Géographie
La province couvre une superficie de 3 067,52 km2. Elle est limitée au nord par la province de Jauja, à l'est par la province de Satipo, au sud par les provinces de Huancayo et de Chupaca, et à l'ouest par la région de Lima.

## Population
La population de la province s'élevait à 60 121 habitants en 2007.

## Subdivisions
La province de Concepción est divisée en quinze districts :
- Aco
- Andamarca
- Chambara
- Cochas
- Comas
- Concepción
- Heroínas Toledo
- Manzanares
- Mariscal Castilla
- Matahuasi
- Mito
- Nueve de Julio
- Orcotuna
- San José de Quero
- Santa Rosa de Ocopa